# Saemundssonia stammeri
Saemundssonia stammeri är en insektsart som beskrevs av Günter Timmermann 1959. Saemundssonia stammeri ingår i släktet Saemundssonia och familjen fjäderlöss. Inga underarter finns listade i Catalogue of Life.